# Sentinelle sud
Sentinelle sud és una pel·lícula francesa del 2022 dirigida per Mathieu Gerault i protagonitzada per Niels Schneider, Sofian Khammes, India Hair i Denis Lavant.

## Argument
Dos soldats francesos acabats d'arribar de la Guerra de l'Afganistan es veuen forçats a reintegra-se a la vida civil i afrontar l'esquerpa realitat dels seus traumes.